# Дуангаксорн Чайди
Дуангаксорн Чайди (тайск. ดวงอักษร ใจดี; род. 11 августа 1997 года) — тайская тяжелоатлетка, призёр чемпионата мира 2021 года и Азиатских игр 2018 года. Победитель Юношеских Олимпийских игр 2014 года.

## Карьера
На юношеских Олимпийских играх 2014 года в весе свыше 63 кг она оказалась на первом итоговом месте и завоевала высшую награду турнира с общим результатом 244 кг.
На чемпионате мира 2017 года в Анахайме она стала 4-й в итоговом протоколе, подняв общую сумму на штанге 267 кг.
На Азиатских играх 2018 года в Джакарте в весовой категории свыше 75 кг заняла третье место и стала бронзовым призёром игр с общим весом 280 кг.
В начале ноября 2018 года на чемпионате мира в Ашхабаде в весовой категории свыше 87 кг завоевала абсолютную бронзовую медаль, в толчке взяв вес 167 кг (это третий результат в упражнение) и показав итоговую сумму 296 кг. Позднее данный результат был аннулирован.
На чемпионате мира 2022 года в Боготе, в Колумбии в категории свыше 87 кг она стала бронзовым призёром по сумме двух упражнений с результатом 286 кг и завоевала обе малые бронзовые медали.